# Кириопасха
Кириопа́сха (греч. Κύριο Πάσχα — «Господственная (Господня) Пасха») — именование православной Пасхи, исчисленной по александрийской пасхалии, приходящейся на 25 марта (7 апреля), — то есть на день праздника Благовещения. Случается весьма редко: так, в XX веке была в 1912 и 1991 годах; а в XXI веке будет также две кириопасхи в 2075 и 2086 годах.

## История
Древние восточные хронологи христианской эпохи были убеждены, что Иисус Христос воскрес 25 марта 33 года н. э.
Византийский канонист Матфей Властарь (XIV) полагал, что не всякая Пасха 25 марта есть Кириопасха, но для сего потребно, чтобы и луна в сей день была та же самая, что и в год крестной смерти Христа. За период одного индиктиона (532 года) таких совпадений бывает 4 из 12 случаев, когда Пасха падает на 25 марта, как, например, в 1912 году.

## Календарные различия
Кириопасха может иметь место как по юлианскому, так и по григорианскому календарям, но в разные годы. Она не случается по новоюлианскому календарю, принятому в 1920-е годы большинством православных поместных Церквей.

## Кириопасха в церковном сознании
Хотя Церковь не имеет какого-либо определённого разъяснения особого смысла Кириопасхи, в народном сознании православных греков ей усвояется предзнаменовательный смысл как указания на имеющее в том году произойти событие чрезвычайной исторической важности. В частности, в связи с Кириопасхой 1991 года указывают на прекращение существования СССР.